# Taito
Taito Corporation (jap. 株式会社タイトー Kabushikigaisha Taitō) – japoński producent gier komputerowych i automatów do gier. W 2005 roku wykupiony w całości przez Square Enix, ale zachował swoją markę.
Taito jest producentem jednych z najbardziej znanych gier na automaty, takich jak Arkanoid, Space Invaders czy Bubble Bobble. W Japonii posiada sieć salonów z automatami Taito Station.
Firma została założona w 1953 roku przez rosyjsko-żydowskiego biznesmena Michaela Kogana pod nazwą Kabushiki-gaisha Taitō Bōeki (jap. 株式会社太東貿易). Importowała i dystrybuowała automaty sprzedające. Była pierwszą firmą w Japonii produkującą i sprzedającą wódkę. Od lat 60. produkuje automaty do gier.